# Nenegociabil
Nenegociabil (în spaniolă No Negociable) este un film thriller de comedie de acțiune mexican din 2024 regizat de Juan Taratuto. Filmul îi are în distribuție pe Mauricio Ochmann, Leonardo Ortizgris⁠(d) și Tato Alexander. A fost lansat pe Netflix pe 26 iulie 2024.

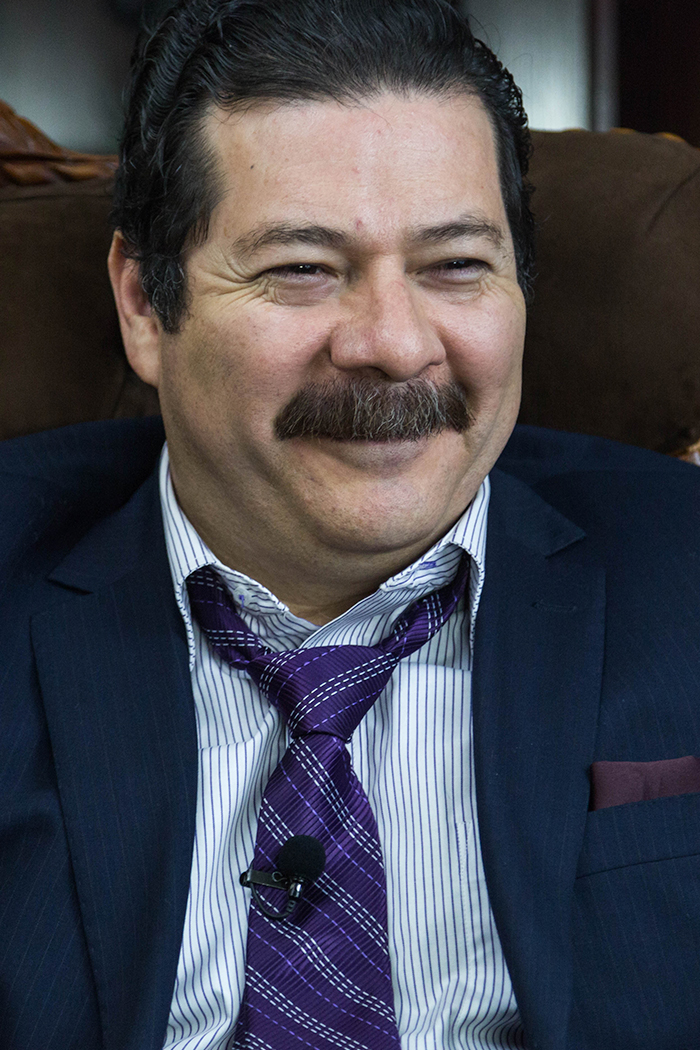
Enoc Leaño interpretează rolul președintelui Mexicului

## Rezumat
Negociatorul de ostatici Alan Bender este însărcinat să-l salveze pe președintele Mexicului Francisco Araiza de la o răpire, doar pentru a descoperi că trebuie să medieze pentru a-și salva și soția și căsnicia.

## Distribuție

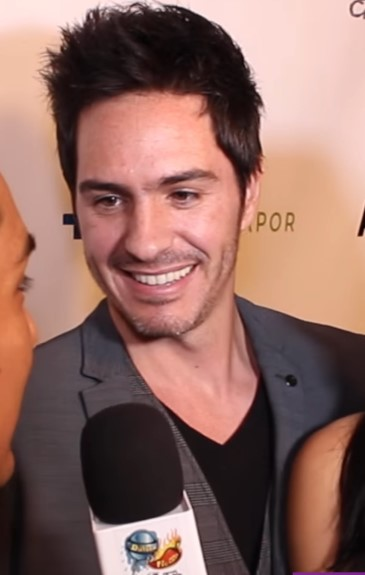
Ochmann interpretează rolul lui Alan Bender

- Mauricio Ochmann – Alan Bender, negociator de ostatici[6][4]
- Leonardo Ortizgris⁠(d)[4] ca Vicente Zambrano, cel care a luat ostateci, fost coleg al lui Bender
- Tato Alexander [4] ca Victoria, soția lui Bender
- Enoc Leaño [4] ca președintele Francisco Araiza, președintele corupt al Mexicului
- Claudette Maillé [4] – comandant Carrasco, șefa UASE
- Cristina Michaus [4] ca ministra de interne Regina Bastón
- Gonzalo Vega Jr. [4] ca Nico
- Fernanda Borches – deputat federal Pamela Lobatón
- Itza Sodi – Menendez

## Recepție
Pe site-ul web al agregatorului de recenzii Rotten Tomatoes, 29% din recenziile celor 7 critici sunt pozitive, cu o evaluare medie de 4,6/10. JK Sooja de la Common Sense Media a acordat filmului 2/5 stele.
Juan Pablo Russo de la EscribiendoCine a evaluat filmul cu 6/10. Tatat Bunnag de la Bangkok Post⁠(d), John Serba de la Decider și Subhash K. Jha⁠(d) de la Times Now⁠(d) au revizuit filmul.